# Pueblo jatso

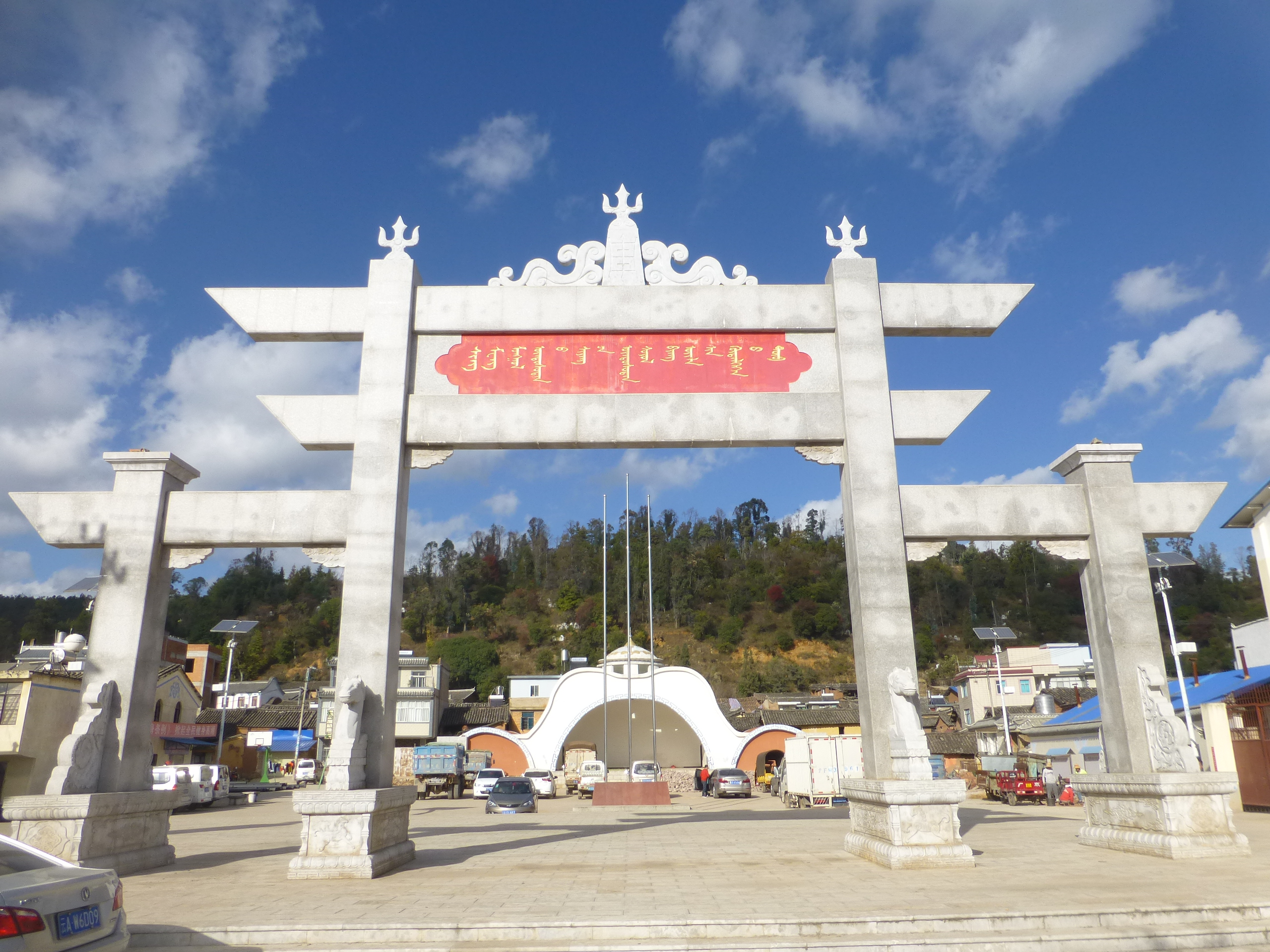
La plaza principal del municipio étnico mongol de Xingmeng en el condado de Tonghai

El pueblo jatso, (también llamado khatso), comúnmente conocido como los "mongoles de Yunnan", es un grupo de mongoles cuyos miembros se distribuyen principalmente en el condado de Tonghai en la provincia de Yunnan en el suroeste de China. El pueblo jatso es descendiente del ejército Yuan que se estableció ahí durante la era del Imperio mongol . 

## Historia
Antes de mediados del siglo XIII, Yunnan estaba en manos de muchos estados independientes bélicos, como los reinos de Nanzhao y Dali . El imperio mongol bajo Möngke Kan conquistó el reino de Dali en 1253. Hasta 1273, un príncipe Chinggisid gobernaba el área como un virreinato. Kublai Khan nombró al primer gobernador, Turkmen Sayid Ajall, en Yunnan en 1273. Yunnan y Hunan fueron las bases principales de las operaciones militares mongolas en Indochina. Fue un distrito de Yunnan con Kunming como sede durante la dinastía Yuan. Después de la expulsión de los mongoles de China en 1368, la dinastía Ming destruyó a los leales Yuan en Yunnan bajo Basalawarmi en 1381 y la ocupó. En 1381, "las tropas de la dinastía Ming derrotaron al ejército Yuan en las orillas del río Baishui . Los soldados mongoles, con la esperanza de regresar a su tierra natal, no tuvieron otra alternativa que establecerse en la provincia".   
A principios de la década de 1980, los ancianos de la aldea enviaron una delegación a Mongolia Interior para volver a aprender sobre su cultura mongola perdida. Poco a poco adoptaron costumbres similares a las de los mongoles del norte, y la lucha se convirtió en su deporte favorito cuando vieron lo popular que era entre otros mongoles.   

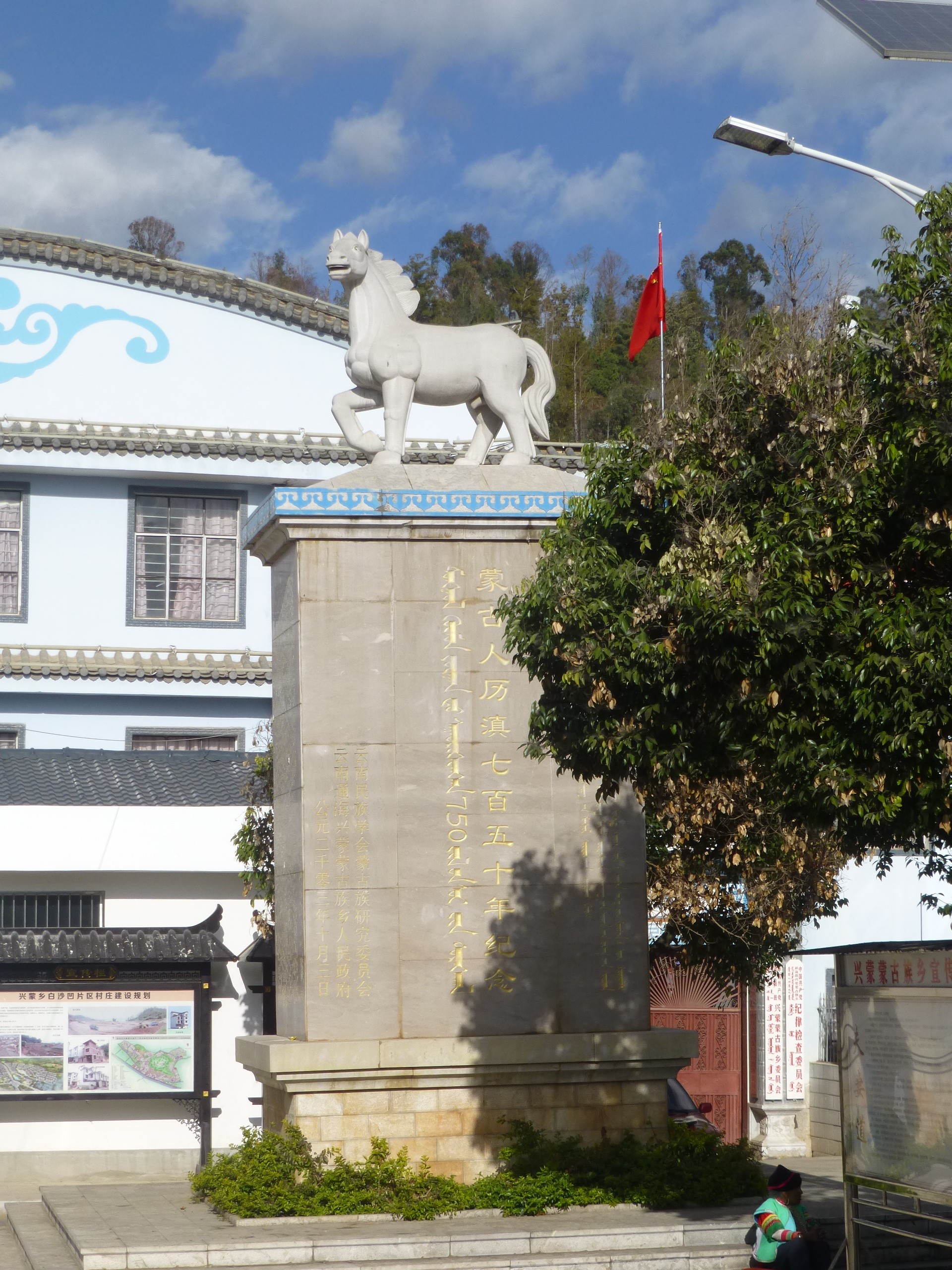
Monumento en el municipio de Xingmeng, que conmemora los 750 años de historia de los mongoles de Yunnan

Hay alrededor de 13,000 jatsos, cuya cultura está fuertemente influenciada por la cultura local Yi .

## Idioma
El pueblo jatso habla el idioma katso, una lengua loloish, para comunicarse entre sí y usan el mandarín del suroeste con los extraños.